# Olimpia Basket Matera 2015-2016

## Stagione
La stagione 2015-2016 dell'Olimpia Matera, sponsorizzata "Bawer", è la 13ª nella terza serie nazionale (undicesima consecutiva). La squadra lucana parte dalla salvezza conquistata grazie al 15º posto della stagione precedente. Come allenatore viene ingaggiato Giulio Cadeo, conosciuto molto bene come avversario.
Il mercato si apre con l'acquisto del centro italo-argentino Diego Corral proveniente dall'Olimpia Bisceglie. Ma il vero colpo di mercato viene ufficializzato qualche giorno dopo, è il ceco Jiří Hubálek, visto in Italia già con le maglie di Venezia, Sassari e Rieti. Dalla Pallacanestro Trieste viene prelevato Daniele Mastrangelo mentre dalla Fortitudo Bologna la guardia Jacopo Valentini. Dopo l'acquisto dell'under italo-rumeno Zaharie, da Ferentino arriva il play trentaseienne Francesco Guarino, esperto in promozioni. Si registra inoltre il ritorno nella città dei Sassi del livornese Gianni Cantagalli. Dopo l'aggiunta degli under Bertocco e Santarsia in mercato materano si conclude il 15 agosto con l'acquisto dell'ala statunitense Stan Okoye proveniente dalla Pallacanestro Varese.

## Roster
|    | Naz.                                        | Ruolo | Sportivo            | Anno | Alt. |  |  |
| -- | ------------------------------------------- | ----- | ------------------- | ---- | ---- |  |  |
| 1  | Stati Uniti (bandiera)                      | A     | Ashley Hamilton     | 1988 | 201  |  |  |
| 4  | Italia (bandiera)                           | P     | Francesco Guarino   | 1979 | 182  |  |  |
| 5  | Italia (bandiera)                           | P     | Angelo Coretti      | 2000 | 185  |  |  |
| 9  | Italia (bandiera)                           | GA    | Daniele Mastrangelo | 1991 | 189  |  |  |
| 10 | Argentina (bandiera) · Italia (bandiera)    | C     | Diego Corral        | 1986 | 205  |  |  |
| 11 | Stati Uniti (bandiera) · Nigeria (bandiera) | A     | Stan Okoye          | 1991 | 198  |  |  |
| 12 | Italia (bandiera)                           | PG    | Gianni Cantagalli   | 1988 | 192  |  |  |
| 13 | Italia (bandiera)                           | A     | Giovanni Rugolo     | 1981 | 193  |  |  |
| 14 | Italia (bandiera)                           | G     | Simone Dagostino    | 1996 | 189  |  |  |
| 18 | Italia (bandiera)                           | C     | Fabio Santarsia     | 1997 | 203  |  |  |
| 28 | Italia (bandiera)                           | G     | Nicolò Bertocco     | 1995 | 198  |  |  |
| 31 | Italia (bandiera)                           | G     | Giovanni Loperfido  | 1998 | 192  |  |  |
| 35 | Romania (bandiera) · Italia (bandiera)      | A     | Alin Ionut Zaharie  | 1994 | 200  |  |  |
|    | Stati Uniti (bandiera)                      | PG    | Brian Chase         | 1981 | 178  |  |  |
|    | Italia (bandiera)                           | G     | Jacopo Valentini    | 1986 | 193  |  |  |
|    | Rep. Ceca (bandiera)                        | AC    | Jiří Hubálek        | 1982 | 208  |  |  |